# Ordynacja Sieniawska Czartoryskich

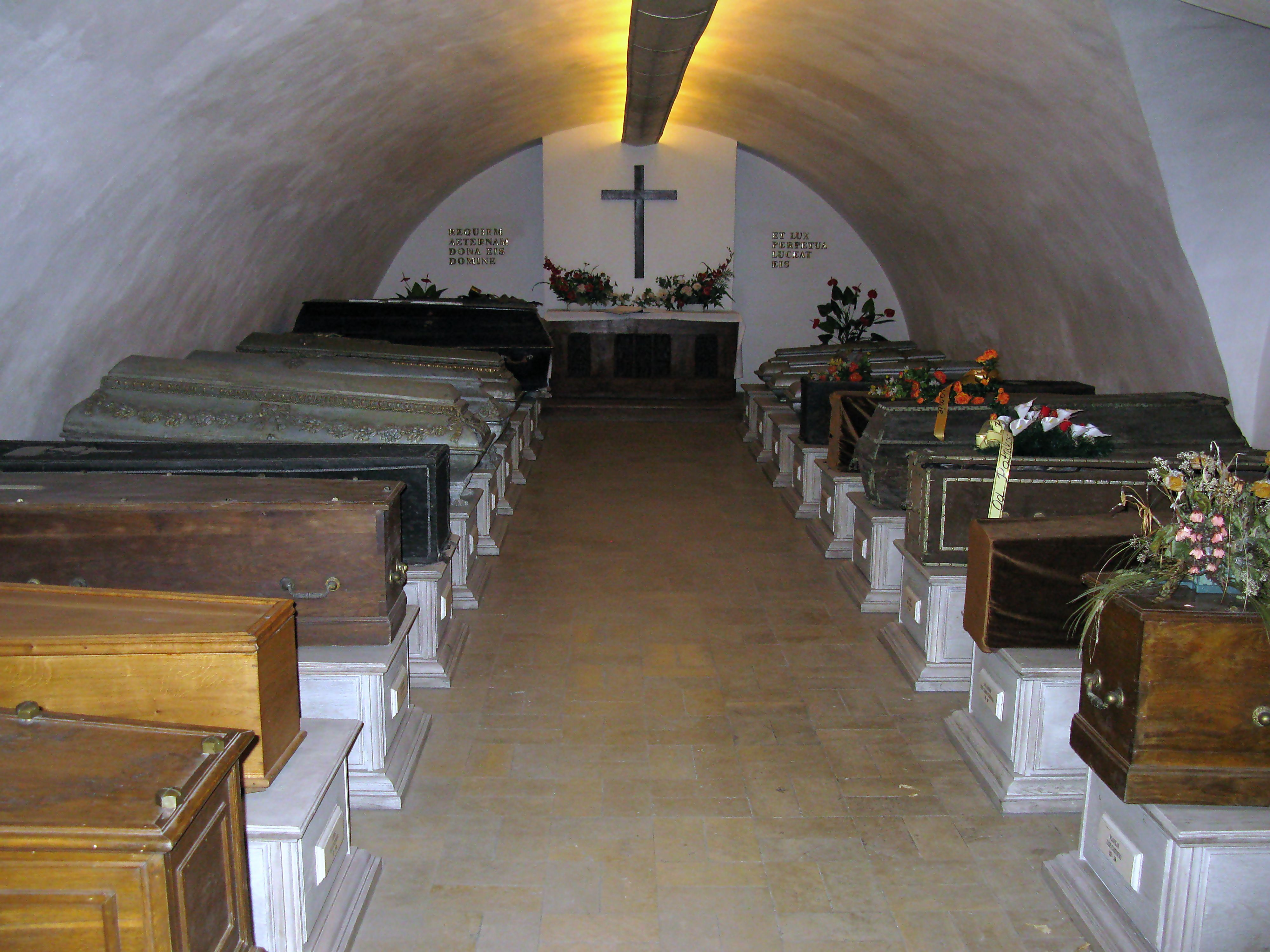
Krypta grobowa książąt Czartoryskich w Sieniawie (2008)

Ordynacja Sieniawska Czartoryskich – ordynacja rodowa, założona testamentem przez księcia Władysława Czartoryskiego (1828-1894), a zatwierdzona przez rząd Austro-Węgier w 1897. 
Utworzona została z tych dóbr Czartoryskich, jakie pozostały na terenie zaboru austriackiego i uniknęły konfiskaty za działalność polityczną jego ojca, księcia Adama Jerzego Czartoryskiego. Skupienie dóbr w postaci ordynacji miało zapobiec nie tylko ich utracie czy rozdrobnieniu, ale także zapewnić 
Muzeum Książąt Czartoryskich i Bibliotece Czartoryskich w Krakowie stałe źródło utrzymania, a przy okazji utrzymać prestiż rodziny Czartoryskich, jako przywódców pozostającej pod zaborami Polski.
Zgodnie z postanowieniem miała być dziedziczona wyłącznie w linii primogenitury męskiej.
Ordynacja istniała do 1945, kiedy została upaństwowiona na podstawie dekretu o reformie rolnej.

## Ordynaci
- Adam Ludwik Czartoryski (1872–1937), I ordynat, syn założyciela
- Augustyn Józef Czartoryski (1907-1946), II ordynat, syn poprzedniego

Synem ostatniego ordynata jest książę Adam Karol Czartoryski, senior rodziny Czartoryskich.